# Španija v prvi svetovni vojni
Španija je bila v prvi svetovni vojni politično nevtralna, vendar je kljub temu vojna vplivala na špansko ekonomijo, družbo, prinesla pa je tudi politične spremembe. Vpliv je bil tako močan, da se v času vojne začne kriza ponovne vzpostavitve Burbonske dinastije na španskem prestolu, ki so ga leta 1923 poskušali rešiti z diktaturo generala Miguela Primo de Rivere.
Vojna je tako zmešala ekonomsko situacije države, da je življenje danes nemogoče. Veliko tovarn se je zaprlo, druge so svoje delavce zaposlile za polovični delovni čas. Nekaj tovarn dela je sijajno izkoristilo priložnost, vendar kljub temu niso zvišale dnevnega zaslužka, čeprav njihovi lastniki vedo, da se je vse podražilo. 

## Stanje pred vojno
V času začetka konflikta 28. julija 1914, je bila Španija ekonomsko zaostala država z izjemo Baskovske države in Katalonije, ki sta imeli uspešno industrijo. Španija je po katastrofi leta 1898 (ko je izgubila še zadnje kolonije, Portoriko, Filipine in Kubo) in po sporazumu z Nemškim cesarstvom leta 1899, s katerim je prodala del svojega ozemlja v Oceaniji, ostala brez kolonij, morala je bila na dnu, z vprašljivim izmeničnim sistemom vlad, vojska je bila zastarela, skoraj brez vojnega ladjevja, začele pa so se tudi težave v Maroku, kar se je pokazalo v krizi in stavkah, kot so bile te, ki so se zgodile v tako imenovanem »tragičnem tednu" (šp. »Semana Trágica«), leta 1909 v Barceloni.
Poleg tega se Španija ni priključila niti Antantnim silam niti Trojemu paktu. Leta 1906, po Konferenci v Algecirasu, se je Španiji dodelilo del ozemlja na severu Maroka, to pa je postalo izvir nenehnih vojaških problemov, ti pa so od španske okupacije leta 1909 potrebovali 15 let, da so se umirili.
Maroko in delitev Afrike sta bili prizorišči dveh težkih političnih in vojaških kriz med velesilami (predvsem Združenim kraljestvom, Nemčijo in Francijo), ki so bile na tem, da začnejo z vojno. Prva maroška kriza je bila leta 1904 in se je rešila z Konferenco v Algecirasu leta 1906, druga maroška kriza leta 1911 pa se je rešila istega leta s sporazumom med Francijo in Nemčijo.
Po dodelitvi dela Maroka Španiji (protektorat) leta 1912, je španska vojska začela z okupacijo ozemlja. Čutila se je vpeto v Rifsko vojno (ali drugo maroško vojno), ki se je končala šele leta 1927 s predajo celotnega ozemlja Španiji.

## Španska nevtralnost
Gaceta de Madrid, zdajšnji Uradni list, je 7. avgusta 1914 objavila kraljevi odlok, s katerim je vlada konservativnega Eduarda Data dobila moč, da španskim državljanom ukaže najstrožjo nevtralnost v skladu z veljavnimi zakoni in izhodišči Mednarodnega javnega prava. 

### Tabela političnega spektra v času prve svetovne vojne
| Začetek predsedovanja | Konec predsedovanja | Predsednik           | Stranka                     | Dogodki |
| --------------------- | ------------------- | -------------------- | --------------------------- | --- |
| 27. oktober 1913      | 9. december 1915    | Eduardo Dato         | Partido Liberal-Conservador | · Umor nadvojvode Franca Ferdinanda (28. 6. 1914). · Začetek prve svetovne vojne (28. 7. 1914). · Španija zavzame nevtralno držo (7.8.1914).          |
| 9. december 1915      | 19. april 1917      | Álvaro de Figueroa   | Partido Liberal             | · Potopitev čezoceanske ladje Príncipe de Asturias ( 5. 3. 1916). · Nemčija razglasi podmorsko vojno (1. 2. 1917). · Ruska revolucija (februar 1917). |
| 19. april 1917        | 11. junij 1917      | Manuel García Prieto | Partido Liberal Demócrata   | · Združene države Amerike vstopijo v vojno na strani antantnih sil.                                                                                   |
| 11. junij 1917        | 3. november 1917    | Eduardo Dato         | Partido Liberal-Conservador | · Socialna, politična in vojaška kriza (poleti). · Splošna stavka (avgust).                                                                           |
| 3. november 1917      | 22. marec 1918      | Manuel García Prieto | Partido Liberal Demócrata   | · Sovjetska Rusija se umakne iz vojne. |
| 22. marec 1918        | 9. november 1918    | Antonio Maura        | Partido Maurista            | · Velika epidemija gripe (imenovana tudi španska gripa, od druge polovice leta 1918).                                                                 |
| 9. november 1918      | 5. december 1918    | Manuel García Prieto | Partido Liberal Demócrata   | · Konec prve svetovne vojne (11. november 1918). |
| 5. december 1918      | 15. april 1919      | Álvaro de Figueroa   | Partido Liberal             | · Amalio Gimeno imenovan za namestnika med odsotnostjo predsednika (18. - 24. december 1918).                                                         |
| 15. april 1919        | 20. julij 1919      | Antonio Maura        | Partido Maurista            | · Versajska mirovna pogodba (28. 6. 1919). Uradni konec prve svetovne vojne.                                                                          |

Iz tabele je razvidno, kako sta bili v prvih treh letih boja (sredi leta 1914 do sredine leta 1917) samo dve vladi, kar je bilo normalno, saj je bilo trajanje vladanja katerekoli od teh dveh strank v sistemu izmenjavanja dvostrankarskega sistema v času obnove Burbonske monarhije med 1 in 3 leti. Od leta 1917 naprej pa so se, zaradi hude krize in institucionalne nestabilnosti, vlade menjale vsakih nekaj mesecev.

### Razlogi za špansko neodvisnost
Vlada konservativnega Eduarda Data se je odločila, da bo Španija ostala nevtralna, saj, po mnenju večine, ni imela dovolj razlogov in sredstev, da bi se vključila v vojno. Kralj Alfonso XIII se je strinjal, čeprav naj bi francoskemu veleposlaniku priznal, da bi mu bilo všeč, če bi Španija vstopila v vojno na strani antante v zameno za "kakšno otipljivo zadoščenje" - verjetno si je želel mesto Tanger na severu Maroka in proste roke v zadevah s Portugalsko. Rekel pa naj bi tudi, da je obkrožen s samimi "strahopetci" in da je sam v zelo težkem položaju.
Redki so bili proti nevtralnosti. Najbolj odmeven primer je bil časopis Diario Universal, ki je bil povezan z liberalno usmerjenim Álvarom de Figueroa y Torresom. Objavil je novico Neutralidades que matan (Nevtralnosti, ki ubijajo) brez podpisa, govorilo pa se je, da ga je napisal Torres, čeprav je sam to zanikal. V članku je avtor zagovarjal špansko participacijo v vojni na strani zaveznikov. Pisalo je: »Potrebno je, da imamo pogum, da Angliji in Franciji pokažemo, da stojimo z njima, da njuno zmago smatramo za našo in njun poraz kot naš poraz«. S podporo kralja pa se je uveljavila nevtralnost. 
Španija je bila država drugega sveta, kateri je primanjkovalo ekonomske in vojaške sile, tako da ni predstavljala zaželenega zaveznika katere koli izmed evropskih velesil v vojni. Prav zato tudi nobena vojskujoča se država ni protestirala proti njeni nevtralnosti. Premier Eduardo Dato je v sporočilu kralju napisal, da bi že samo s poskusom sodelovanja v vojni uničili narod, podžgali državljansko vojno in jasno pokazali, da nimamo potrebnih sredstev in sil za kampanjo za sodelovanje v vojni. 
Težavni položaj vojske je bil temeljni razlog za razglasitev nevtralnosti. Pehota je bila zastarela, slabo oborožena, s prevelikim številom uradnikov, tako da se je večji del denarja, namenjenega vojski, razporedil med seznam uradnikov. Zaradi tega niso mogli vzpostaviti vojaške službe, kor so to naredile druge države. 
Po drugi strani pa je bila vojska smatrana za enega izmed krivcev katastrofe leta 1898, v tisti vojni je izgubila dve skupini vojnega ladjevja. Do leta 1908 se o tem ni govorilo. Potem pa je premier Anotnio Maura potrdil izgradnjo ladjevja Clase España in drugih manjših ladij z načrtom Ferrándiz.

## Privrženci obeh strani
Iz političnega vidika je vojna poudarjala soočenje med desnimi (privrženci Nemčije in Avstro-Ogrske) ki so se imeli za predstavnike reda in avtoritete, ter levimi (privrženci zaveznikov, Velike Britanije in Francije), ki so branili pravico, svobodo, razum in proces proti barbarstvu. 

## Vojaška država v začetku boja

### Vojno ladjevje
Vojno ladjevje je bilo samo senca tega, kar je kasneje postalo. Njegove najboljše enote so bile bojne dreadnought ladje Alfonso XIII, España in pred-dreadnought bojna ladja Pelayo, ter Jaime I, ki je bila še v gradnji. Imeli so tudi bojne križarke Carlos V, Princesa de Asturias, Cataluña in težke križarke Río de la Plata, Extremadura, Reina Regente ter Victoria Eugenia, ki je bila v gradnji.
Masivno so začeli proizvajati torpede razreda T-1, uporabljali pa so tudi starejše. 
Ladjevje je bilo sestavljeno iz ladij, ki niso bile uničene ali potopljene na Kubi in na Filipinih, ter iz novo zgrajenih plovil.

### Vojska
Na drugi strani pa so bile kopenske čete zastarele v primerjavi z drugimi modernimi evropskimi vojskami. Glavna puška španske vojske v tem obdobju je bil verzija puške Mauser, kaliber 7x57 mm, ki je bila proizvedena v Oviedu. Uporabljali so tudi nekaj strojnic, ampak je bilo njihovo število dosti nižje od števila tistih, ki so jih imele druge evropske vojske. 

### Aeronavtika
Aeronavtiko so ustanovili leta 1913, zaradi česar je imela zelo malo enot. Vsa letala so bili bombniki. Španska nevtralnost je državo pustila na robu tehnološkega napredka, ki je izhajal iz vojnih potreb. Zato je bilo ob koncu vojne, leta 1918, špansko vojno letalstvo v zelo slabi situaciji.

## Ozemlje v afriki
V primerjavi s kolonijami drugih evropskih sil je imela Španija le majhno ozemlje v Afriki (na celini in nekaterih bližnjih otokih). 

### Španski protektorat v Maroku
Po Konferenci v Algecirasu je Francija predala severni del zdajšnjega Maroka (gorato območje, ki je bilo leta 1909 prizorišče vojne za Melillo). Leta 1912 se je ta del spremenil v španski protektorat, sestavljen iz dveh con: severno območje je bilo poznano kot Rif, južno območje pa kot Cabo Juby. To je bilo nemirno ozemlje, kjer so se konflikti sprevrgli v Rifsko vojno, ki je je končala šele sredi 20. let prejšnjega stoletja.  
V središči španskega protektorata je bilo Španiji dodeljena tudi kolonija Infi v okolici mesta Santa Cruz de la Mar Pequeña (Sidi Infi), čeprav to ozemlje ni bilo okupirano do leta 1934. 

### Río de Oro
Ko so bile postavljene meje s Francijo leta 1900, je bilo ozemlje Sahare okupirano in razdeljeno na dve provinci: Río de Oro in Saguia el Hamra. Tam so živela plemena berberov, ki so imeli eno naselbino Villa Cisneros, dokler guverner Francisco Bens ni okupiral območja Cabo Juby ter ji spremenil ima (Villa Bens) ter jo postavil za glavno mesto območja. 

### Španska Gvineja
Leta 1900 je po razdelitvi Afrike Španija dobila ozemlje 26 000 km2 veliko območje Río Muni na afriškem kontinentu, ki se je imenoval Guinea Continental Española (Španska kontinentalna Gvineja). Kasneje so združili še nekaj drugih otokov in skupku ozemlja dali ime Španska Gvineja (današnja Ekvatorialna Gvineja). 
Na začetku je bila španska prisotnost le na papirju. Kontinentalno območje je bilo poseljeno s plemenom fang. Ko se je leta 1914 začela vojna, je bilo območje Río Muni obdano z nemško kolonijo Kamerun. Začeli so se boji med kolonialnimi enotami, španski voditelji pa so se bali, da bodo ti boji dosegli tudi Río Muni. Da bi preprečil boje, je guverner Ángel Barrera postavil 4 preproste vojaške postaje, ki pa so bile dovolj, da so predstavljale simbolično mejo španske suverenosti. Dosegle so svoj namen, saj se vojna ni razširila v Ekvatorialno Gvinejo. 
Kasneje so se te postaje spremenile v žarišča komercialnega napredka in od tam so se začeli napadi proti plemenom fang, ki so se uprli kolonizaciji. Leta 1918, ko se je vojna že skoraj končala, se je v Río Muni zgodil upor staroselcev, ki so bili zatrti s strani španskih kolonizatorjev. Ob koncu vojne so začeli z odpravami, da bi si podjarmili plemena.

## Posledice španske nevtralnosti
Pomembnejših negativnih posledic v začetku ni bilo, saj na državo ni bilo političnega pritiska, ki so ga doživele druge države, ki so se ob začetku vojne odločile za nevtralnost (kot na primer Grčija in Italija). Največji problem je bila potopitev španskih trgovskih ladij, ki so jih potopile nemške podmornice. Te naj bi med vojno potopile med 139 000 in 250 00 tonami, kar je predstavljalo 25% španskega trgovskega ladjevja.
Nevtralnost pa je imela pomembne ekonomske in socialne posledice, saj se je ustvarila močna spodbuda za proces modernizacije. Tihoma se je začela že leta 1900, zaradi porasta industrijske proizvodnje, ki je odpirala nove trge. Prišla je inflacija, medtem ko so se plače začele dvigovati zelo počasi. Pojavilo se je pomanjkanje primarnih dobrin (npr. kruha), kar je povzročilo vstaje v mestih in povečevanje delovnih nesoglasij. 
Po začetnih negativnih posledicah, je Španija dosegla ekonomsko rast. Države, ki so bile v vojni, so potrebovale hrano, orožje, uniforme, kovino in karbon. Rast se je videla predvsem v katalonski tekstilni industriji, železarstvu Baskovske države ter poljih žitaric.
Ena izmed manj znanih posledic pa je, da je po koncu vojne Weimarska Republika Španiji podarila veliko število trgovskih ladij v zameno za potopljene ladje. 